# Zaboršt, Kostanjevica na Krki
Zaboršt je naselje v Občini Kostanjevica na Krki.